# تنانين عدن
تنانين عدن: تأملات عن تطور ذكاء الإنسان (بالإنجليزيّة: The Dragons of Eden: Speculations on the Evolution of Human Intelligence) هو كتاب صادر عام 1977 للكاتب كارل ساغان، وفيه يدمج الكاتب بين علوم البيولوجيا التطورية وعلم النفس وعلوم الحاسوب وعلم الإنسان، ليعطي صورة متكاملة عن كيفية تطوّر الذكاء الإنسانيّ. يناقش ساغان فيه البحث عن طريقة كميّة لقياس الذكاء. ويقول أن نسبة حجم الدماغ إلى وزن الجسم في الإنسان تعتبر مؤشرًا جيدًا للغاية عن الذكاء، حيث بلغت تلك النسبة أقصى مدى لها في الإنسان، ويليه الدولفين، بالرغم من أنّه يرى أن هذا التناسب لا يصلح للتطبيق على المستويات الصغيرة (بالتحديد في النمل)، حيث يُصنَّفون في مقدمة القائمة نظرًا لأجسامهم الضئيلة. 
كما ناقش الكتاب موضوعات أخرى منها تطوّر دماغ البشر (مع التأكيد على وظيفة القشرة المخية الجديدة في البشر)، والغرض التطوّريّ من النوم والأحلام، وإيضاح علامات القدرات اللغويّة في الشيمبانزي، وغاية المخاوف الفطريّة والأساطير في النوع البشريّ. جاء عنوان الكتاب «تنانين عدن» مستعارًا من المفهوم القديم القائل بأن الإنسان صارع من أجل البقاء مواجهًا الحيوانات المفترسة، وبالتحديد خوفه من الزواحف، والذي أدى إلى نشوء المعتقدات الثقافيّة والأساطير حول التنانين. 
فاز الكتاب بجائزة بوليتزر عن فئة الأعمال غير الخيالية. وفي 2002 نشر كل من جون سكويلز ودوريون ساغان كتابًا، مستكملين مسيرة هذا الكتاب، جاء بعنوان «بدءً من التنانين Up from Dragons».

## ملخَّص الكتاب
يُعتبر هذا الكتاب استكمالًا لمحاضرة جاكوب برونوفيسكي الخالدة في الفلسفة الطبيعيّة، والتي ألقاها ساغان في جامعة تورنتو. عرض ساغان أطروحته في مقدمة المحاضرة قائلًا: «العقل.. هو نتيجة للتشريح والفسيولوجيا ولا شيء أكثر من ذلك». في إشارة إلى أعمال تشارلز داروين وألفريد راسل والاس. 
يلخص ساغان التطوّر الكامل للأنواع في الفصل الثاني، بدءً من الانفجار العظيم حتى بداية الحضارة البشريّة، بمساعدة التقويم الكونيّ، وهو قياس أو تشبيه لمليار سنة من عمر الكون بوضعها في مشابهة لأربعة وعشرين يومًا على التقويم. استخدم ساغان تلك المشابهة أيضًا في العرض التليفزيونيّ الشهير «الكون: رحلة شخصية». 

## في الثقافة الشعبيّة
استوحى بعض الموسيقيين عنوان الكتاب وفصوله في ألبوم صادر عام 2008، جاء عنوان الألبوم مطابقًا لعنوان الكتاب «تنانين عدن»، وكان الألبوم للعازف والمنتج ترافيس ديكرسون مع عازف الجيتار بوكيتهيد وعازف الدرامز بريان مانتيا. 